# Mycetophila formosa
Mycetophila formosa är en tvåvingeart som beskrevs av Lundstrom 1911. Mycetophila formosa ingår i släktet Mycetophila och familjen svampmyggor. Arten är reproducerande i Sverige. Inga underarter finns listade i Catalogue of Life.